# 칼 발레리
칼 발레리(영어: Carl Valeri, 1984년 8월 4일 ~ )는 오스트레일리아의 전 축구 선수로서, 포지션은 수비형 미드필더이다.

## 축구인 경력

### 선수 경력
2001년부터 오스트레일리아 스포츠 연구소에서 축구 과정을 밟으며 성장하였으며 2002년, FC 인테르나치오날레 밀라노에 입단하였다. 성인 계약을 체결한 2004년엔 하부 리그에서 임대 생활을 하였으며, 2005년엔 공동소유권 제도에 의해 US 그로세토로 이적하였다. 2007년, US 그로세토가 인테르와 50%씩 나누어서 가지고 있던 선수에 대한 소유권을 모두 인수하며 완전 영입하였다. 2010년, 역시 공동소유권 제도로 US 사수올로로 이적하였다.